# Каррьера, Розальба
Роза́льба Каррье́ра, Роза́льба Джова́нна Каррье́ра (итал. Rosalba Carriera, Rosalba Giovanna Carriera; 7 октября 1675, Кьоджа — 15 апреля 1757, Венеция) — итальянская художница: живописец, рисовальщица, мастер рисунка пастелью, и миниатюристка; одна из ведущих портретистов стиля рококо венецианской школы рисунка и живописи первой половины XVIII века.

## Биография
Розальба Каррьера родилась в Венеции в семье юриста Андреа Каррьеры и Альбы Форести, которая занималась вышивкой и кружевоплетением.  Вместе с матерью и сёстрами Розальба занималась плетением кружев и другими ремёслами. Причины, по которым она основала собственную художественную мастерскую, остаются неизвестными. Один из первых биографов художницы Пьер-Жан Мариетт предположил, что, когда кружевная промышленность стала приходить в упадок, Розальбе пришлось найти новые средства обеспечения себя и своей семьи. По предположению ряда исследователей, художница начинала как мастер росписи табакерок из слоновой кости; отсюда — её интерес к портретной миниатюре. Розальба Каррьера была среди первых художников, которые использовали слоновую кость вместо пергамента в качестве основы для миниатюр.  Вскоре она начала рисовать портреты пастелью. Её работы ценили и приобретали видные иностранные гости Венеции, например, молодые аристократы Гранд-тура и дипломаты. Работы её раннего периода включают портреты Максимилиана II Баварского, ей позировали Фредерик IV, король Дании и Август Сильный, король Польши и курфюрст Саксонии, который приобрёл большую коллекцию её пастелей.
В возрасте двадцати пяти лет в 1704 году художница была избрана в Гильдию Святого Луки и Академию Святого Луки в Риме. В 1716 году в Венеции познакомилась с крупным финансистом и знаменитым коллекционером Пьером Кроза и по его совету в марте 1720 года вместе с семьей переехала в Париж, где её пастели имели огромный успех, став одним из источников нарождающегося искусства рококо. Во французской столице Розальба получила заказ на серию из тридцати шести портретов членов королевской семьи, включая регента и самого короля. Портрет юного Людовика XV — одна из лучших её работ. В Париже Розальба Каррьера вела дневники и обширную переписку, познакомилась с Ватто, написала его портрет. Её учеником в Париже стал самый яркий представитель рококо в шведской живописи Густаф Лундберг. Её зять, живописец Антонио Пеллегрини, женатый на её сестре Анджеле, также был в том же году в Париже. В том же 1720 году Розальба была избрана членом Королевской Академии живописи и скульптуры в Париже.
За то короткое время, которое Каррьера провела в Париже, её творчество способствовало формированию новых аристократических вкусов двора. Свобода, красочность и очарование новой манеры живописи и рисунка пастелью были привнесены в зарождающийся стиль рококо, который вскоре стал доминировать во французском искусстве. Несмотря на свой триумф в Париже, художница в 1721 году вернулась в свой дом на Гранд-канале в Венеции. Каррьера вместе с сестрой Джованной посетила Модену, Парму и Вену, где была принята с большим энтузиазмом при императорском дворе. В 1730 году Каррьера шесть месяцев работала в Вене, при дворе императора Карла VI, ценителя и покровителя её искусства. Император собрал большую коллекцию, насчитывающую более ста пятидесяти пастелей Розальбы. Ученицей Каррьеры в Вене была дочь Карла VI, будущая императрица Мария Терезия. К 1750-м годам у Розальбы ухудшилось зрение: две операции по удалению катаракты не помогли, и в конце концов художница полностью потеряла зрение. Она пережила всю свою семью, проведя свои последние годы в небольшом доме в районе Дорсодуро в Венеции, где и умерла в возрасте восьмидесяти одного года.

## Творчество
Произведения Розальбы Каррьеры были необычайно популярны в странах Западной Европы при монарших дворах и у аристократии; секрет этого успеха понятен, — все её портреты исполнены нежнейшего очарования, её персонажи — улыбчивы, красивы (и весьма приукрашены), их внутренний мир полон чувственности, лёгкости, столь близкими художественному мировоззрению рококо.
Розальба усовершенствовала состав и изготовление цветных мелков для пастели, что значительно расширило цветовой диапазон пастельного рисунка. Она иногда работала по тёмному фону полупрозрачным светлым тоном, чтобы передать напудренность волос, тонкость и прозрачность кружев, блеск шёлковых и атласных тканей.
На одном из ранних портретов её работы 1700 года изображён венецианский антиквар, коллекционер и художник Антонио Мария Дзанетти, который приобрёл множество работ художницы и сообщал о ней другим коллекционерам во время своих путешествий по Европе. Джозеф «консул Смит» был ещё одним её поклонником и также собрал большое количество произведений художницы. Позднее, в 1762 году это собрание приобрёл английский король Георг III. В этой коллекции находился один из многих ее автопортретов.
Её самый известный автопортрет — тот, который она внесла в коллекцию Медичи в галерее Уффици во Флоренции. Это произведение отличается отсутствием идеализации, принятой в то время. Художница изобразила себя с большим носом, тонкими губами и глубокой ямочкой на подбородке. Она держит портрет своей сестры и помощницы Джованны, с которой она была очень близка.
Розальба Каррьера была не только портретистом. Она также создала несколько аллегорических произведений, в том числе композиции «Четыре времени года», «Четыре элемента» и «Четыре континента». Эти аллегории были представлены красивыми, похожими на нимф и едва одетыми женщинами, держащими символы, отражающими содержание картин.
Творчество Розальбы Каррьеры после исчезновения моды на рококо было довольно скоро забыто. Однако в конце XIX и начале XX века на волне феминистского движения стали появляться романтизированные биографии художницы. Немецкая писательница Микаела Яри написала о ней исторический роман.

## Портретная галерея Розальбы Каррьеры

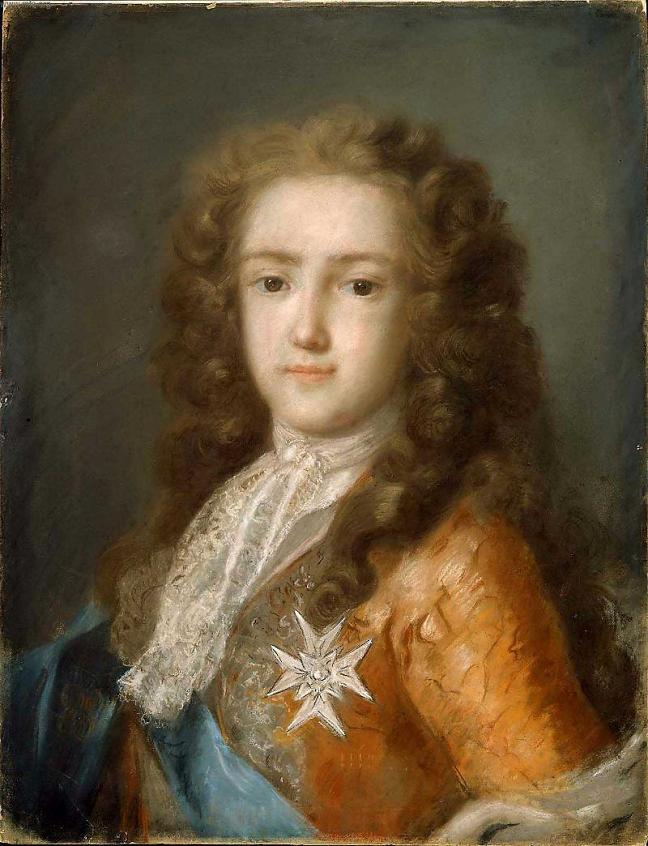
Портрет Людовика XV в юности. 1730-е. Бумага, пастель. Музей изящных искусств, Бостон, Массачусетс, США
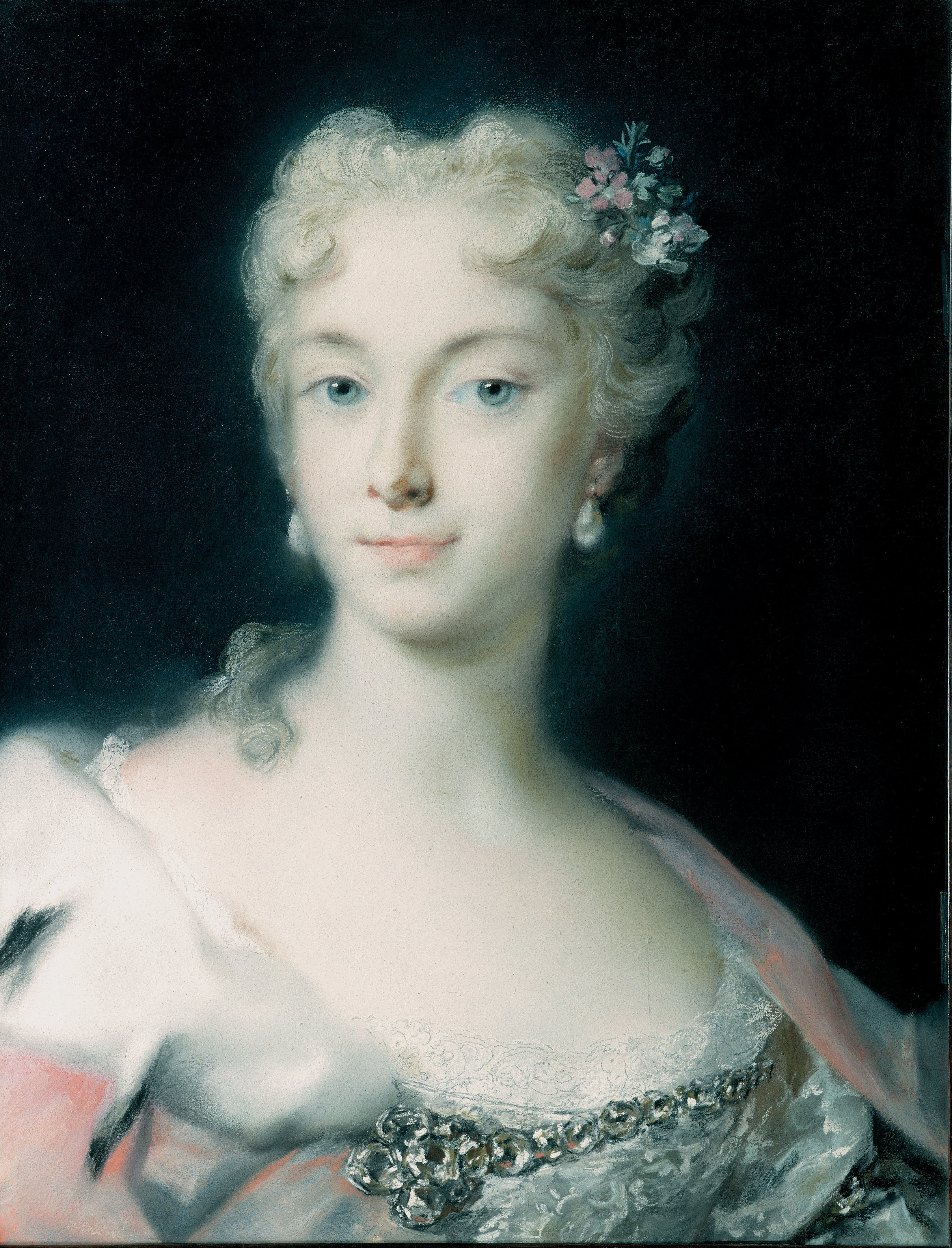
Мария Терезия. 1730. Бумага, пастель. Галерея старых мастеров, Дрезден
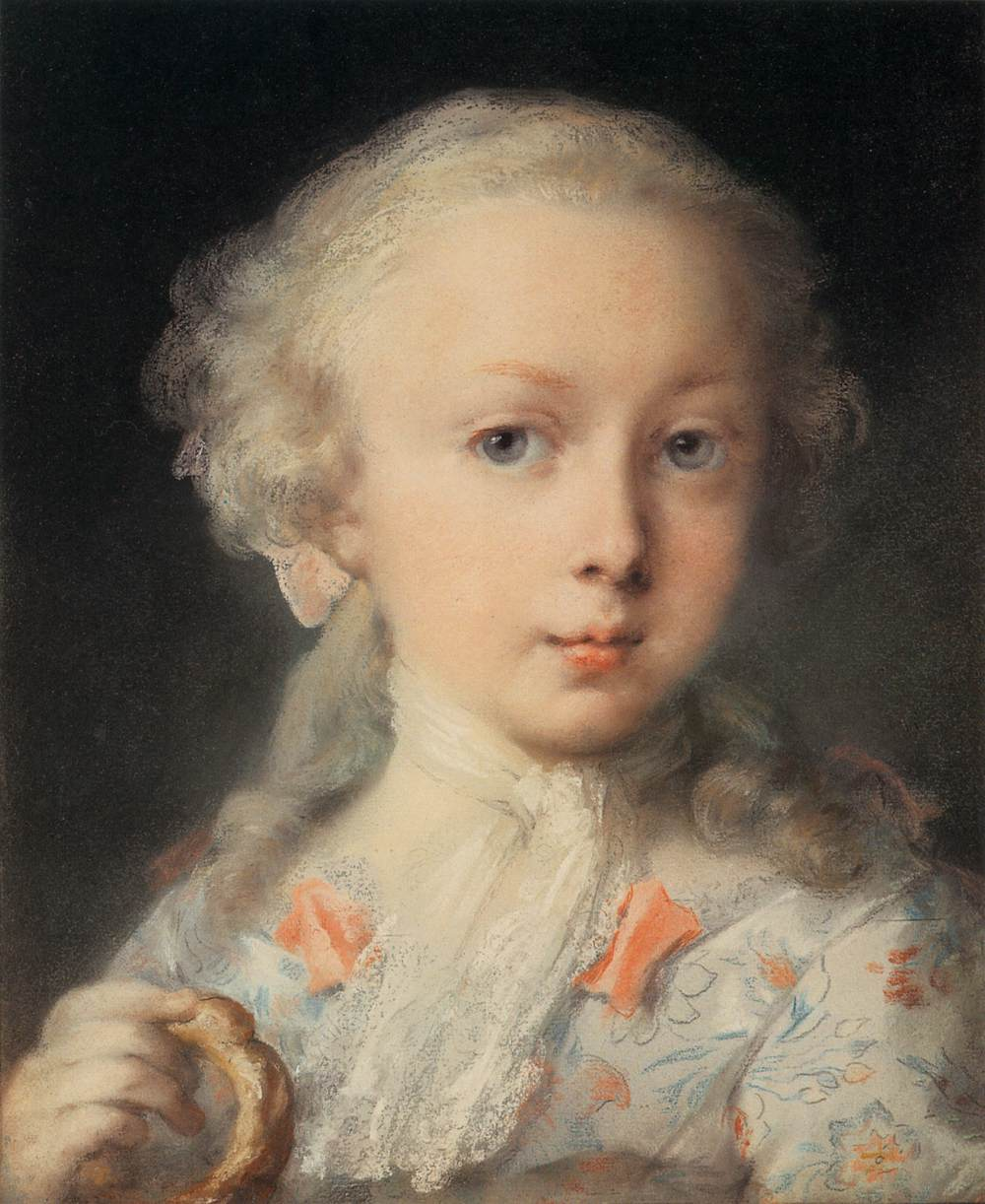
Портрет девочки с булочкой (Молодая леди из семьи Ле Блон). 1725. Бумага, пастель. Галереи Академии, Венеция
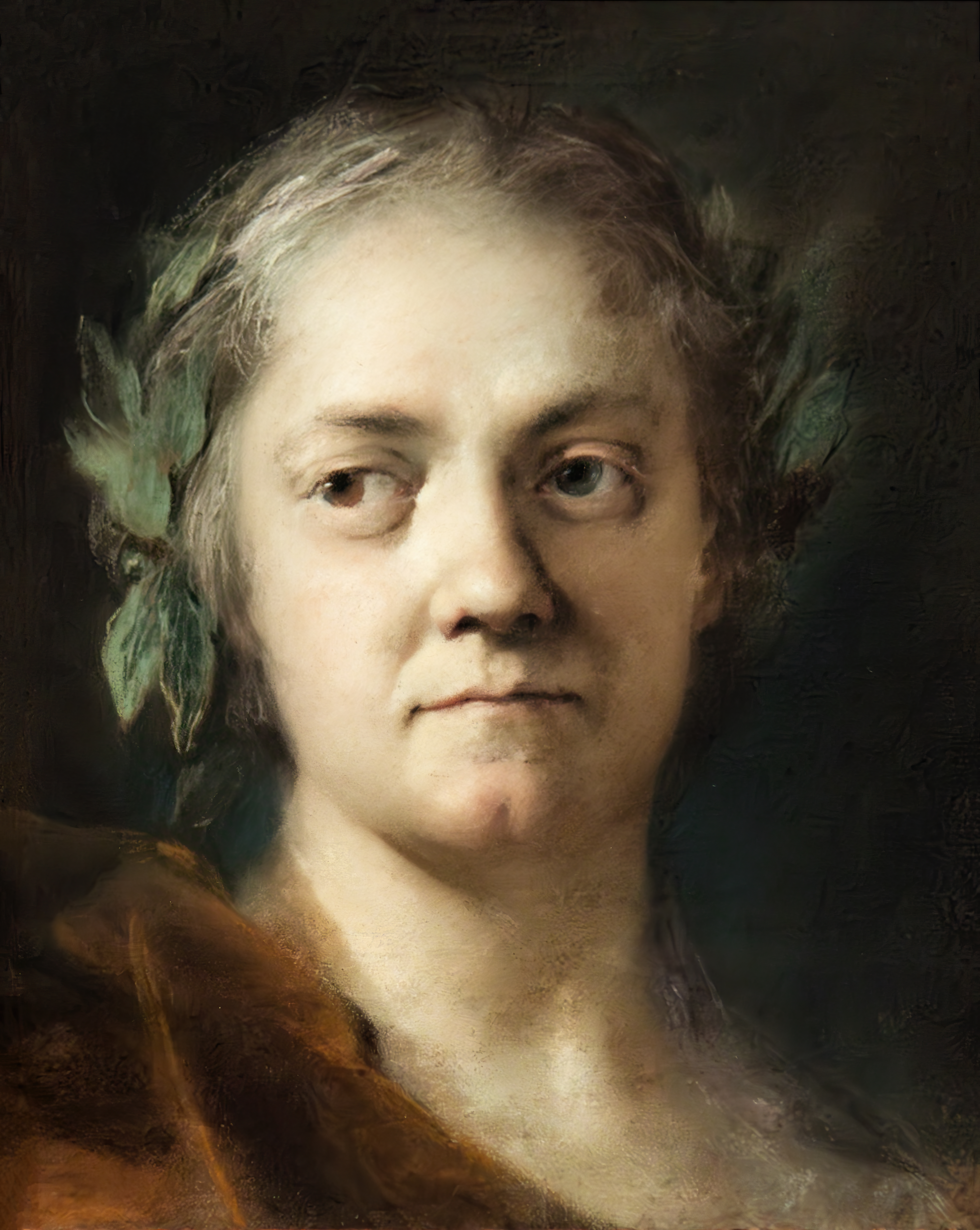
Автопортрет. 1746. Бумага, пастель. Галереи Академии, Венеция
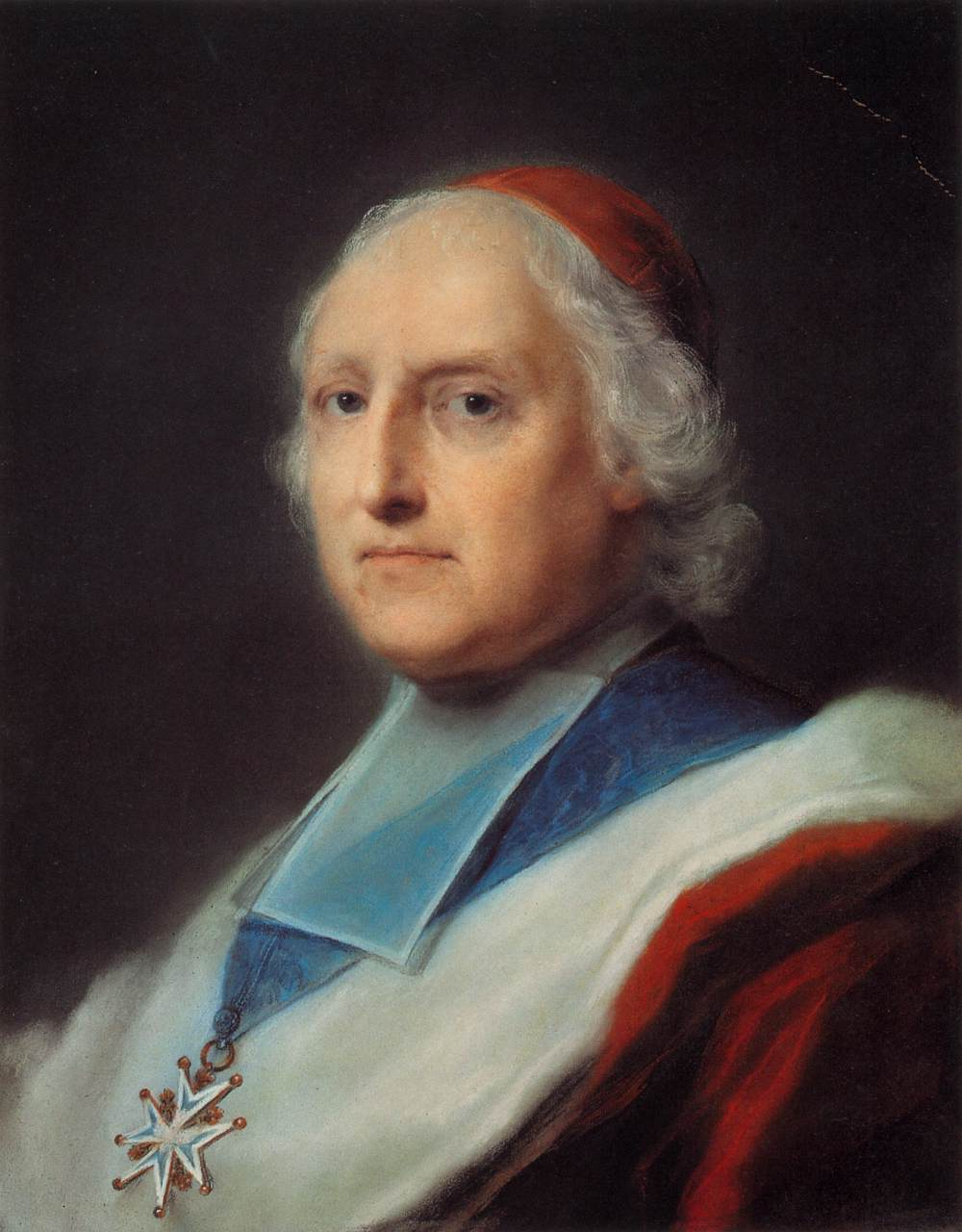
Портрет кардинала Полиньяка. Ок. 1732. Бумага, пастель. Галереи Академии, Венеция
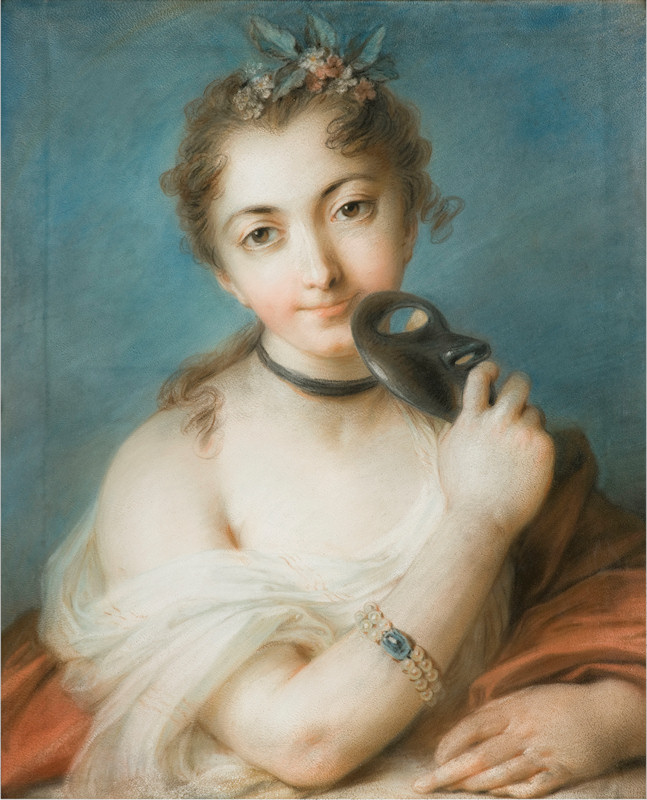
Портрет дамы с маской. Картон, пастель. Фонд Карипло
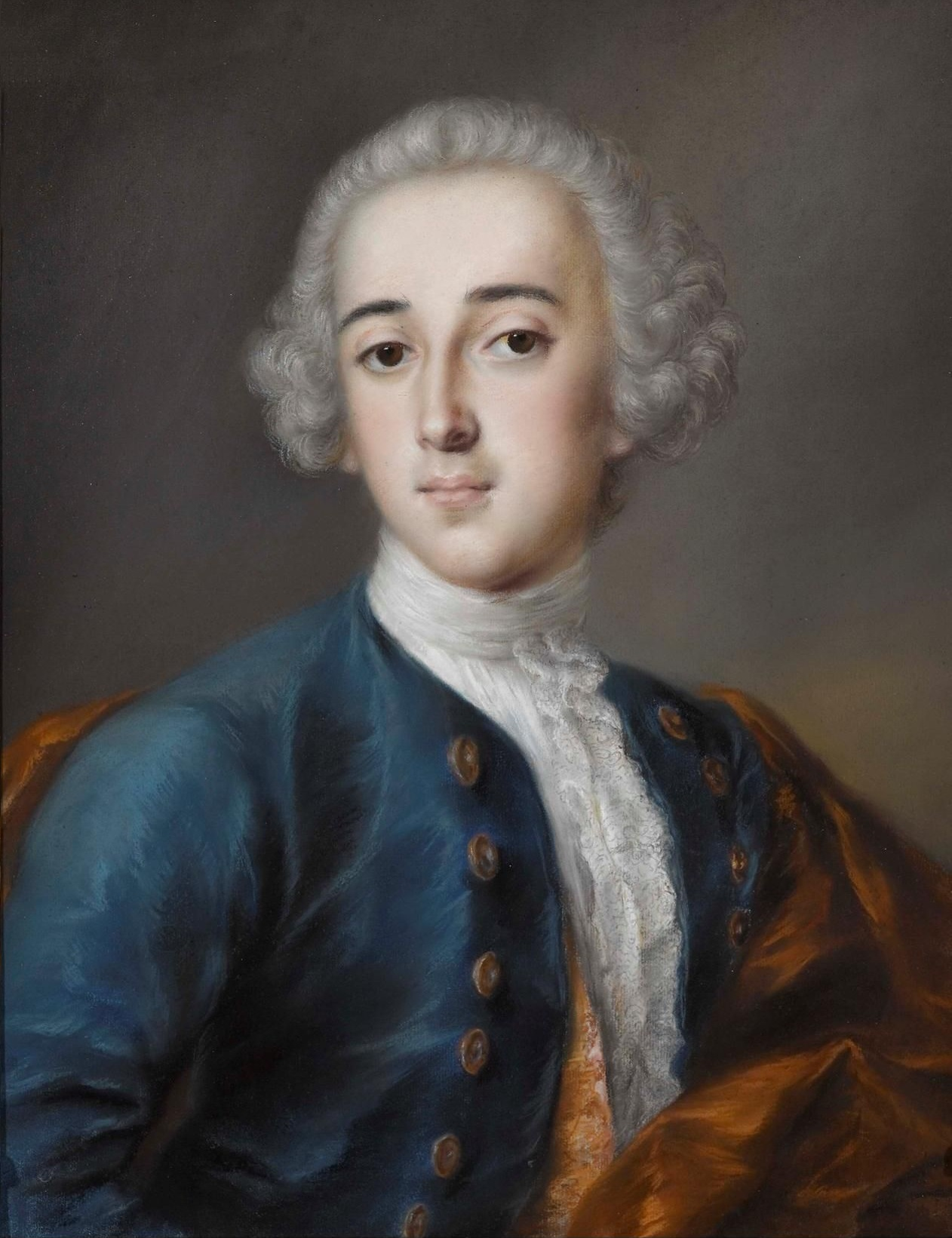
Портрет молодого человека. 1745. Бумага, пастель
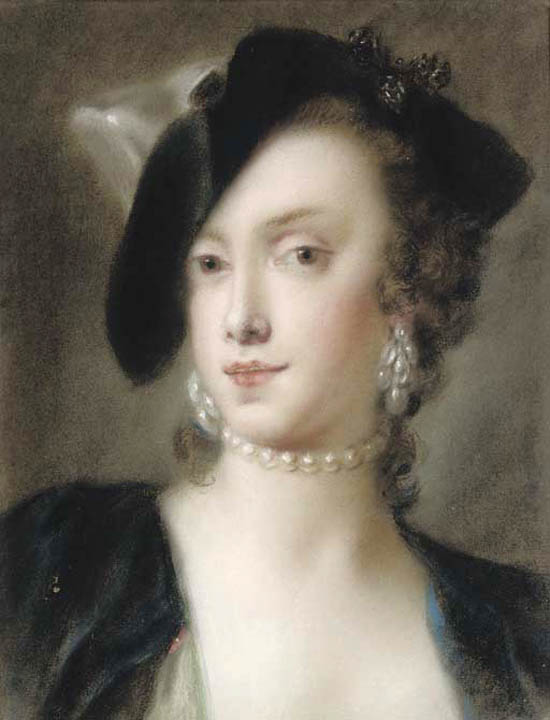
Портрет Катарины Сагредо Барбариго. Ок. 1740. Бумага, пастель
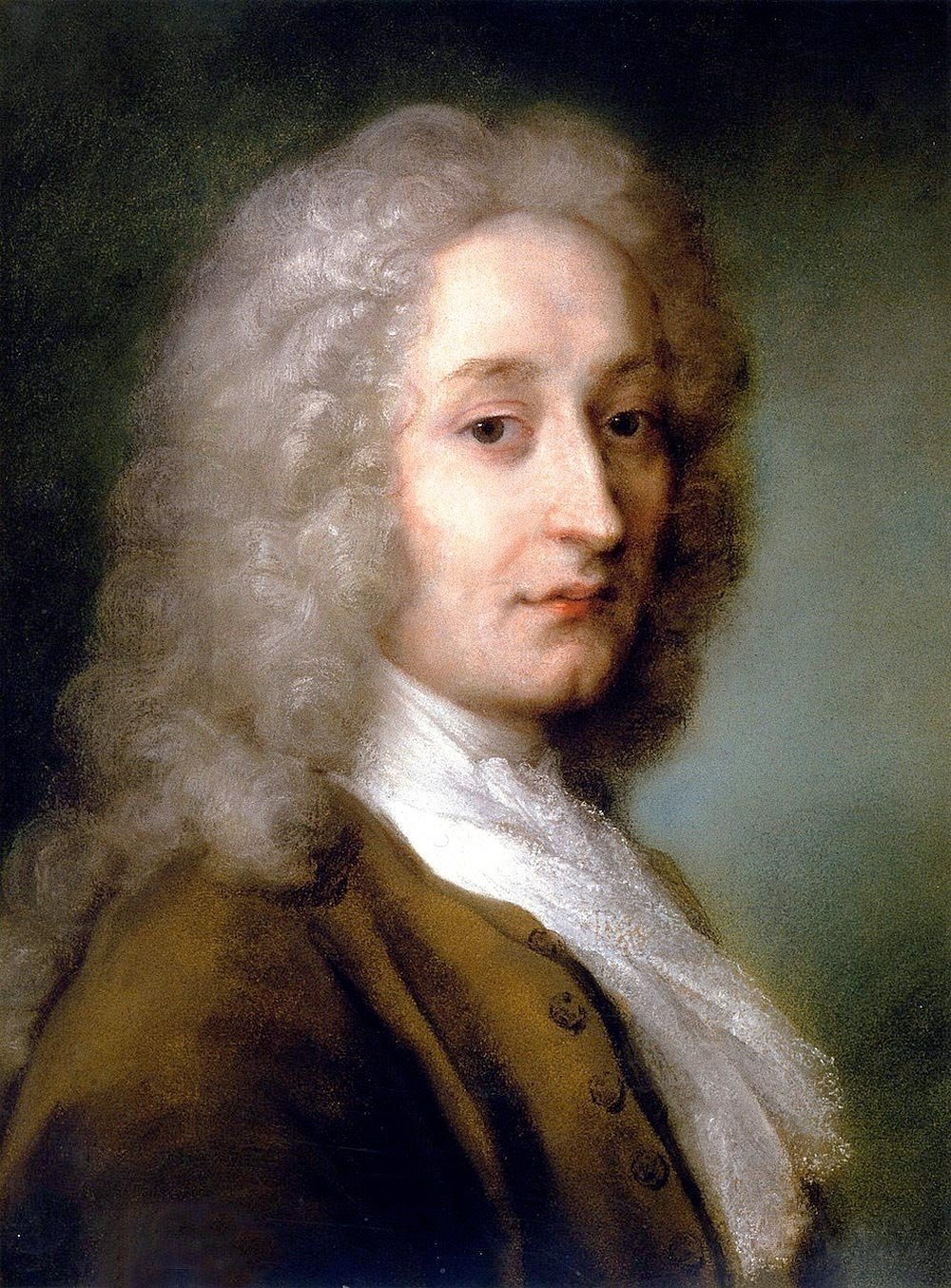
Антуан Ватто. 1721. Бумага, пастель. Музей Луиджи Байло, Тревизо
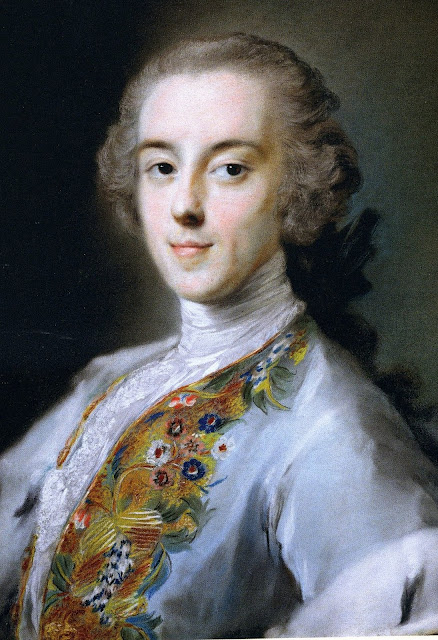
Хорас Уолпол. Бумага, пастель
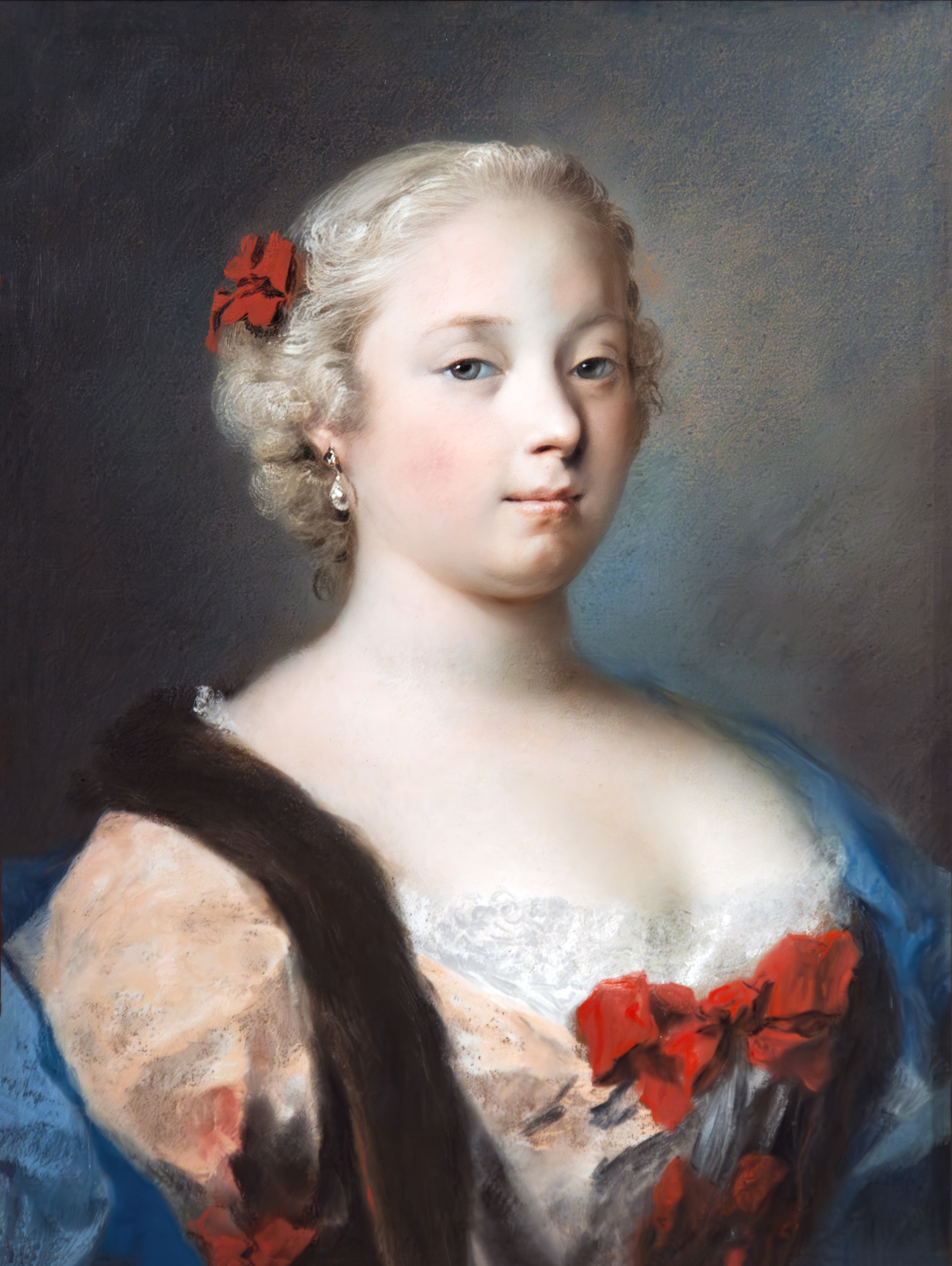
Портрет молодой дамы. Бумага, пастель. Галереи Академии, Венеция
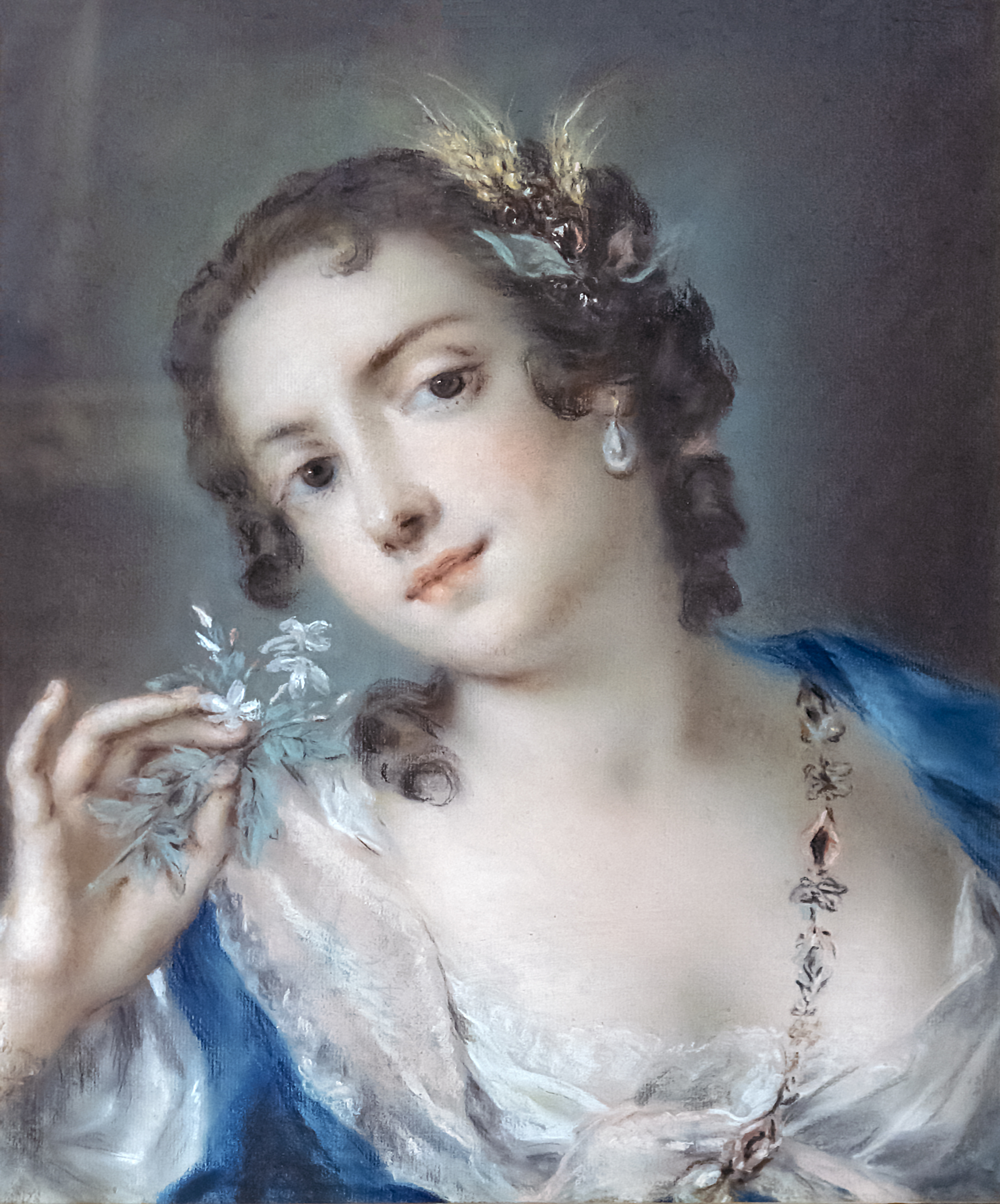
Аллегория лета. Бумага, пастель. Фонд Бемберга, Тулуза
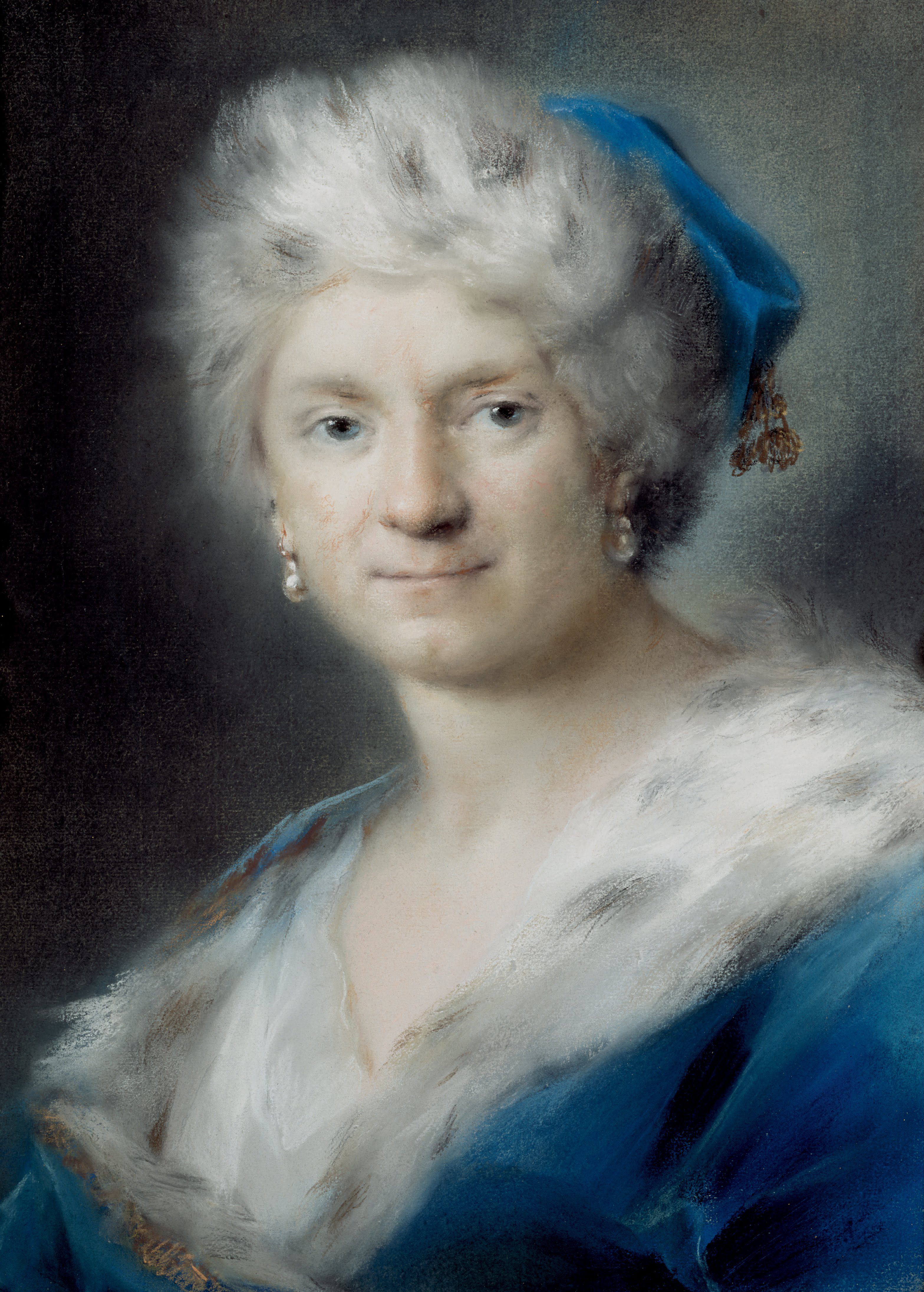
Автопортрет в образе зимы. Ок. 1730. Бумага, пастель. Галерея старых мастеров, Дрезден

## Публикации текстов
- Diario degli anni 1720 e 1721 scritto di propria mani in Parigi :  [итал.] / da Rosalba Carriera, dipinitrice famosa; posseduto, illustrato, e pubblicato dal D. G. Vianelli. — Venezia : Nella Stamperia Coleti, 1793. — 105 p. — OCLC 1043009047.
- Journal de Rosalba Carriera pendant son séjour à Paris en 1720 et 1721 :  [фр.] / publié en italien par Vianelli ; traduit, annoté et augmenté du̓ne biographie et de documents inédits sur les artistes et les amateurs du temps par Alfred Sensier. — Paris : J. Techener, 1865. — 569 p. — OCLC 1047446238.
- Lettere, diari, frammenti :  [итал.] : in 2 vol. / Bernardina Sani. — Firenze : L. S. Olschki, 1985. — vi, 875 p. — ISBN 8-8222-3350-6. — OCLC 13821149.